# Marchesato di Novello
Il Marchesato di Novello si formò nel XIII secolo per la progressiva frammentazione della marca di Savona e scomparve nel XVII secolo, quando venne inglobato nei domini dei Savoia.

## Storia
Novello è parte dei domini arduinici che Bonifacio del Vasto acquisì alla fine dell'XI secolo. Qui nacque suo figlio Enrico I Del Carretto, primo marchese di Savona e capostipite della casata aleramica dei Del Carretto. I domini di suo nipote Giacomo Del Carretto furono suddivisi fra i tre figli e il "terziere di Novello" toccò a Enrico, che può essere considerato il capostipite dei marchesi di Novello (1268).
L'ampiezza del terziere può essere desunta dall'investitura concessa da Carlo IV ai fratelli Antonio, Alberto, Enrico, Franceschino e Manfredo, figli di un Giacomo Del Carretto, primogenito di Enrico di Novello. L'atto, redatto il 2 febbraio 1354, conferma gli antichi privilegi della famiglia sui luoghi di Novello, Monchiero, Sinio, Albaretto della Torre, Arguello, Serravalle Langhe, Bossolasco, Gorzegno, Mombarcaro, Lodisio, Castino, Cerretto Langhe, insieme a parte di Cosseria, Millesimo e Carcare. I beni, però, che furono ripartiti fra i discendenti di Giacomo Del Carretto erano stati incrementati dalle sue acquisizioni, fra cui in particolare il feudo di Spigno Monferrato, soggetto alla Repubblica di Genova, cui era stato ceduto da Ottone Del Carretto un secolo prima.
Il terziere di Novello, quindi, si frammentò ulteriormente nei due secoli seguenti dando vita ai rami di Gorzegno, Bossolasco, Spigno, ecc. Nel XV secolo , perciò, il territorio del marchesato si era ristretto a Novello e alcuni feudi circostanti, come Monforte d'Alba, Monchiero, Sinio e Albaretto della Torre.
Nella Guerra del Finale di Gianmario Filelfo si vede che a metà del Quattrocento il marchese di Novello, Francesco, nonostante la limitata estensione territoriale dei suoi domini, era ancora una figura di prestigio, capo della lega carrettesca.
I discendenti di Francesco, secondo l'uso degli aleramici, gestirono il marchesato in modo consortile ricevendone investitura dagli imperatori Carlo V d'Asburgo (12 aprile 1530), Rodolfo II (1582), Mattia (7 febbraio 1614).
Nel 1633, però, il marchesato fu incorporato nei domini del duca di Savoia, al quale i pochi eredi superstiti si erano assoggettati.